# Frettemeule
Frettemeule é uma comuna francesa na região administrativa de Altos da França, no departamento de Somme. Estende-se por uma área de 7,45 km². Em 2010 a comuna tinha 323 habitantes (densidade: 43,4 hab./km²).